# Édouard Foussier
Édouard Foussier, né Edmond Jean Charles Louis Foussier à Paris le 23 juillet 1824 et mort le 15 mars 1882, est un dramaturge français.

## Biographie
Foussier est élève du lycée Charlemagne, puis du lycée Napoléon avec Émile Augier. Il suit des cours à la faculté de droit de Paris et voyage en Italie de 1843 à 1845. À son retour, il a écrit un livre intitulé Italiam.
En 1850, il a attiré l'attention du public par sa pièce en deux actes en vers Héraclite et Démocrite représentée à la Comédie-Française. Cette pièce a été suivie d’Une journée d'Aggripa d'Aubigné en 1853, également aux Français, et Le Temps perdu (1855), toutes deux en vers. Sa collaboration avec Émile Augier débouche sur Les Lionnes pauvres (1858), comédie en cinq actes et Un beau mariage (1859).
Il est également l’auteur, avec Charles-Edmond Chojecki, de La Baronne (1871), comédie en prose en quatre actes, représenté avec grand succès à l’Odéon, en 1871. On lui doit aussi plusieurs livrets d'opéra, dont le Chercheur d’esprit, opéra comique en 1 acte de Ferdinando Besanzoni (1856), et Épithalame ! (1876), Le Collier d’argent (1876), L’Apprenti orfèvre (1876), Le Collier d’argent ! (1855), L’Apprenti orfèvre et L'Esclave (1874) d’Edmond Membrée.
Il a été nommé chevalier de la Légion d'honneur le 13 août 1861.
Mort subitement, foudroyé par une apoplexie, à son domicile du 21, avenue d’Eylau, il a été inhumé, à l’issue d’obsèques à l’église Saint-Honoré-d'Eylau, au cimetière de Passy. Il repose désormais au cimetière du Père-Lachaise division 4.

## Œuvres partielles
- Héraclite et Démocrite, 1850.
- Les Jeux innocents, 1853.
- Une journée d’Aggripa d’Aubigné, 1853.
- Le Temps perdu
- Les Lionnes pauvres, avec Émile Augier, 1858, lire en ligne sur Gallica.
- Un beau mariage avec Émile Augier, 1859.
- La Famille de Puiméné, 1861.
- Le Maître de la maison, 1866.
- La Baronne, 1871, lire en ligne sur Gallica.